# Klara Enss
Klara Margarethe Enss (auch Clara Enss; * 29. Juli 1922 in Bad Doberan; † 6. Juni 2001 auf Sylt) war eine deutsche Schauspielerin, Pensionswirtin auf Sylt und Natur- und Umweltschutz-Aktivistin.

## Leben
Klara Enss wuchs auf dem großen elterlichen Hof im schleswig-holsteinischen Neversfelde auf und beendete 1939 eine Ausbildung zur „ländlichen Hausarbeitsgehilfin“. 1947 schlug sie einen neuen Weg ein und besuchte eine Hamburger Schauspielschule. Nachdem sie im Anschluss erfolgreich mehrere Engagements an verschiedenen Bühnen absolvierte und an Hörspielen des NDR als Sprecherin mitwirkte, war sie 1954 aufgrund familiärer Verhältnisse gezwungen, nach einer neuen beruflichen Perspektive Ausschau zu halten. 1956 erwarb sie auf der Insel Sylt in dem Bauerndorf Braderup ein Grundstück und ließ dort nach ihren Vorstellungen zwei Häuser errichten. Hier führte sie bis 1972 die Pension Bundis Hoog, die sich in den folgenden Jahren zu einer angesagten Adresse besonders bei prominenten Kulturschaffenden wie dem Theaterregisseur Peter Zadek, dem US-amerikanischen Regisseur Nic Ray oder Journalisten wie Wolfgang Menge oder Carmen Thomas entwickelte.
Enss, politisch interessiert aber nicht aktiv, beobachtete mit wachsender Skepsis die Entwicklung des Massentourismus und des Immobiliengeschäfts auf Sylt. Als sich 1970 der zivilgesellschaftliche Widerstand gegen das gigantische Bauprojekt Atlantis an der meerzugewandten Seite von Westerland formierte und daraus eine erste Bürgerinitiative entstand, stieg sie in den Protest ein. Enss wurde zu einer der treibenden Kräfte der Initiative. Das Bündnis machte mit unzähligen Protestaktionen auf das fragwürdige Bauvorhaben aufmerksam. Bald ging es nicht nur darum, einen 30-stöckigen Appartementblock an der Küste Westerlands zu verhindern, sondern auch den hier sichtbaren Filz von Politik, Bauunternehmen sowie Investoren grundsätzlich zu hinterfragen und zu beenden. Tatsächlich verhinderte die Landesregierung schließlich den Bau.
In den folgenden Jahren entwickelte sich Klara Enss zu einer profilierten politischen Aktivistin an der Westküste Schleswig-Holsteins. 1975 übernahm sie den Vorsitz des 1924 gegründeten „Sylter Naturschutzvereins“ und modernisierte ihn, als sie ihn mit der Bürgerinitiative zur „Naturschutzgemeinschaft Sylt“ fusionierte. Zudem engagierte sie sich früh gegen geplante AKW-Standorte im Wattenmeer und solidarisierte sich mit dem Widerstand gegen das Kernkraftwerk Brokdorf. Als Vizepräsidentin des Bundes der Steuerzahler Schleswig-Holsteins versuchte Klara Enss, fragwürdige Verflechtungen von Atomwirtschaft und Energiepolitik offenzulegen. Schließlich gehörte sie 1980 zu den Mitgründerinnen des Landesverbandes Schleswig-Holstein des Bundes für Umwelt- und Naturschutz Deutschland. Seit 1988, dem Jahr des großen Seehundsterbens, setzte sie sich massiv für den Nordsee- und Meeresschutz ein und organisierte die Kampagne „Unsere Nordsee – lasst sie leben“ mit.
Auf Sylt beteiligte sich Klara Enss bis Ende der 1990er-Jahre aktiv an der politischen Gestaltung und übernahm verschiedene Ämter. Unter anderem war sie für die Gründung der Umweltbildungseinrichtung des Naturschutzzentrums Braderup mitverantwortlich und initiierte das Protestnetzwerk „Rettet Sylt“, um die Insel vor dem „Ausverkauf“ an Spekulanten, vor Flächenverbrauch und massiven Umweltbeeinträchtigungen durch wachsenden Verkehr und Konsum zu bewahren. 1986 bis 1990 wurde sie als Mitglied der Wenningstedter/Braderuper Wählervereinigung stellvertretende Bürgermeisterin von Wennigstedt gewählt.
Für ihr politisches und zivilgesellschaftliches Engagement erhielt sie verschiedene Auszeichnungen – 1984 unter anderem das Bundesverdienstkreuz.
Klara Enss heiratete nicht, war auf ein autonomes Leben bedacht und bewegte sich in einem verlässlichen Netz enger Freunde. Sie starb 2001 und liegt auf dem Wenningstedter Friedhof begraben. Das Naturschutzzentrum Braderup trägt heute ihren Namen.